# تقويم بصرى
كان تقويم بصرى (ويُعرف أيضًا بالتقويم البُصرَوي أو التقويم العربي أو التقويم الإقليمي) نظامًا لتأريخ السنوات يبدأ من تاريخ 22 مارس 106 ميلادية. كان هذا التقويم هو التأريخ الرسمي في مقاطعة البتراء العربية، وقد استُخدم ليحل محل التأريخ بسنوات حكم الملوك بعد ضم الرومان للمملكة النبطية. يُنسب هذا العصر إلى مدينة بُصرى التي أصبحت مقرًا للفيلق السادس المتمركز في المقاطعة.

## التواريخ والأسماء
كان تاريخ بداية العصر البُصرَوي محل جدل في السابق، ويرجع ذلك جزئيًا إلى أن كتاب "Chronicon Paschale" يضعه بشكل صريح في عام تولي القنصلين كانديدوس وكوادرانوس، أي عام 105 ميلادية. إلا أن اكتشاف مخطوطات من كهف الرسائل حسم هذا الجدل، حيث أكدت أن عصر بُصرى بدأ في عام 106 ميلادية. كان التقويم البُصرَوي قمريًا شمسيًا، ويتألف من اثني عشر شهرًا، كل شهر 30 يومًا، مع خمسة أيام إضافية في نهاية العام. اشتُقت أسماء الأشهر من التقويم المقدوني القديم، مع استخدام مُسميات نبطية مُقابلة أيضًا. كانت السنة الكبيسة تُضاف مرة كل أربع سنوات في التقويم البُصرَوي، بدءًا من السنة الثانية، أي أن السنوات 2 و 6 و 10 وما إلى ذلك كانت سنوات كبيسة مع إضافة يوم سادس للأيام الإضافية. يتوافق اليوم الأول من الشهر الأول، زانثيكوس، مع 22 مارس في التقويم اليولياني، أي ما يُقارب الاعتدال الربيعي. يُعتبر التقويم البُصرَوي - باعتباره تقويمًا عربيًا - واحدًا من ستة عشر تقويمًا تظهر في المخطوطات الفلورنسية والليدنية والفاتيكانية.
استُخدم التقويم البُصرَوي في نصوص آرامية بنوعيها النبطي واليهودي الفلسطيني، وكذلك في النصوص اليونانية والعربية. عادةً ما تُنسب النقوش من شبه الجزيرة العربية التي لا تُحدد العصر ولكنها تُقدّم فقط رقم السنة إلى عصر بُصرى. في الوثائق، يُشار عادةً إلى هذا العصر بعبارة "[سنة] من المقاطعة" (مثلًا، في الآرامية lhprkyʾ). في بعض الأحيان، تُحدد المقاطعة باسم "العربية" أو "بُصرى" (مثلًا، في اليونانية τῆς ἐπαρχείας Ἀραβίας أو τῆς Βοστρηνῶν؛ في الآرامية lhprk bṣrʾ). ومع ذلك، فإن هذه الإشارات نادرة في النقوش، حيث يظهر عادةً رقم السنة فقط. لا ينبغي اعتبار الاستخدام العرضي لاسم "بُصرى" للتأريخ مؤشرًا على أنها كانت عاصمة المقاطعة، فقد كانت البتراء أكثر أهمية في السنوات الأولى. يُوضح كتاب "Chronicon Paschale" أن نظام التأريخ الجديد كان شائعًا في جميع أنحاء المقاطعة.
هناك ثلاثة نقوش فقط تستخدم اسم مدينة بُصرى لتوضيح السنة، ويعود تاريخها إلى 265/6 و 397/8 و 538/9 ميلادية. هناك أيضًا نقشين من 576/7 و 581/2 ميلادية في نفس التقويم يُحددان السنة بأنها سنة إلوسا. يُشير زبيغنيو فييما إلى أن أزمة القرن الثالث، التي أدت في النهاية إلى تقسيم مقاطعة العربية، جعلت السكان المحليين يرون تقويمهم بتاريخه الأساسي الذي يتوافق مع عام 106 مرتبطًا بشكل واضح بمدن رئيسية مختلفة. يرى فييما أن منح الإمبراطور فيليب العربي بُصرى مكانة المدينة الأم في عام 244 ميلادية ونقل إدارة فلسطين الثالثة من البتراء إلى إلوسا بعد زلزال 551 ميلادية هما السببان المباشران لتغيير التسمية.
تُؤرخ بعض الوثائق بعد عام 127 ميلادية بعصر المقاطعة "الجديدة" (νέα ἐπαρχεία Ἀραβία)، ربما بالتزامن مع أول تعداد سُكاني في المقاطعة الجديدة، الذي أُجري في ذلك العام.

## الاستخدام
استُخدم العصر البُصرَوي على نطاق واسع في "النقوش التذكارية والتكريمية"، ولكن بدرجة أقل في "الوثائق الإدارية والقانونية". لم يفرضه الرومان، واستمرت العديد من المدن في استخدام التقويمات المحلية على العملات المعدنية المحلية. شملت هذه التقويمات العصر البومبي (63 قبل الميلاد) في بعض مدن الديكابوليس وعصر كابيتوليا (97/98 ميلادية). قد يكون العصر البُصرَوي نفسه استجابة محلية تلقائية للتغيرات السياسية التي جعلت التأريخ بسنوات حكم الملوك النبطيين القديمة مستحيلًا.
يوجد أقدم مثال على هذا العصر في نقش نبطي في عبدة يعود إلى عام 107 ميلادية. أقدم وثيقة هي بردية نبطية من ناحل حبر (120 ميلادية). أقدم شهادة باللغة اليونانية هي من بردية أيضًا من ناحل حبر (125 ميلادية). يستخدم نقش رسمي للإمبراطور غورديان الثالث في بُصرى (238/9 ميلادية) العصر الإقليمي. يأتي مثال فريد وكثير الاستشهاد به للتأريخ البُصرَوي من نقش ثنائي اللغة يعود إلى 108/9 ميلادية في مادبا. تنص فقرة التأريخ النبطية على "السنة الثالثة لحاكم بُصرى". لم يكن هناك مثل هذا المنصب، ولم يكن المندوب الروماني يقيم في بُصرى، بل يجمع النقش بشكل مُربك بين طريقة التأريخ الجديدة والطريقة القديمة للتأريخ بسنة حكم الملك النبطي.
هناك بعض الشكوك حول ما إذا كان عصر العربية قد استُخدم على الإطلاق خارج مقاطعة العربية (تقريبًا شرق الأردن وسيناء والنقب) بينما كانت الإدارة الرومانية لا تزال قائمة. عُثر على نقوش في وادي المُكتّب في سيناء (149 و 191 ميلادية). حُددت بعض النقوش بشكل مبدئي على أنها مُؤرخة بالعصر البُصرَوي في المقاطعات المُجاورة لسوريا من الشمال أو يهودا من الغرب. قد تستخدم وثيقة آرامية يهودية من عام 111 ميلادية من متسادا في يهودا مكتوبة بأحرف عبرية هذا العصر، لكن ديفيد جودبلات يشك في ذلك.
انتشر استخدام هذا العصر مع مقاطعة العربية وخلفائها. النقوش من 397/8 و 538/9 ميلادية هي من حران وعمرة على التوالي، وهما أماكن لم تُضم إلى الإمبراطورية حتى عهد السلالة السيفيرية (193-235 ميلادية). هناك العديد من النقوش المسيحية من أواخر القرنين الخامس وأوائل القرن السادس الميلاديين بالخط العربي تحمل تواريخ بالعصر العربي.  عُثر عليها في سوريا وجنوب الجزيرة العربية، بعيدًا عن الحدود الإقليمية القديمة. استمر استخدام العصر الإقليمي جيدًا في الفترة الإسلامية، حتى وقت متأخر من عام 735 ميلادية. في الفترة اللاحقة، نادرًا ما كان يُحدد عصر التقويم بشكل صريح.